# 臺北府城西門
臺北府城西門，正式名寶成門，原位於今臺灣臺北市中正區、西門町前，1904年被毀，是臺北府城唯一被拆除的城門。

## 歷史
臺灣歷史學者林衡道表示臺北府城西門是由艋舺豪商集資贊助建立，故是臺北城門中建得最為雄偉。光緒八年（1882年）開始興建，光緒十年（1884年）完工。門址位於連結艋舺商圈和城內交通的交通要衝，地方人士取「寶物成就」之意，取該門為「寶成門」。西門除是了能夠抵禦火砲攻擊的碉堡式城門，也與台北城規模最大的南門一樣擁有兩層屋檐的歇山重檐式建築。此外，西門砲台有三座，比東門、北門、南門多一座。其中二座砲台對應現今街道，約在中華路與開封街交點處偏南約一五一十公尺處、偏北約十公尺處。為避免從枋橋來的漳州人和艋舺泉州三邑人在西門發生衝突，時任臺北府城築城總理的林維源便於自費蓋小南門，專供漳州人出入。
1900年，日本政府台北市區計畫委員會為了解決臺北市的交通問題，原計畫臺北府城每一面城壁要有三到四個出入口，共新增九座城門，計畫平面圖的鐵路貫穿北城牆與西城牆、經過西門前，但另一派主張拆除城垣以讓都市的發展不受限制。1904年，日本政府以實施市區改正計畫與修築鐵路為由，拆去西門與其城牆。此行為引起艋舺紳商不滿、文人洪文先作詩抗議。後來原地規劃成公園，取名「橢圓公園」，1911年11月13日祝辰巳銅像揭幕。
戰後時期，橢圓公園改為西門圓環，祝辰巳銅像基座挪作中山堂國父銅像。
1983年3月6日，台北市文獻委員會承辦為台北市內已消失的古蹟撰寫碑文。其中，臺北府寶成門舊址碑是該年立在今日的中正區、萬華區交界的衡陽路、寶慶路與中華路交叉口。碑文經由文獻會執行祕書劉劍寒及臺北市政府民政局局長黃宇元批示定稿，然而年份卻被尹章義發現寫錯並認為史實上有嚴重缺憾，但文獻會前副主任委員王國璠在1984年1月19日回應「改碑文已遲了」。
為改善嚴重的交通堵塞問題，西門圓環已拆除。
台北捷運公司曾推出「台北城的故事」系列台北捷運儲值卡，其中西門為主題的是發行於2001年3月1日，限量五萬張。2014年，為慶祝台北建城一百三十年，臺北市政府文化局舉辦「西門重現」公開競圖，重建基地選在捷運西門站4號出口旁，該年6月24日公布由九惠建築師事務所團隊設計的大型裝置藝術「西門印象」中選，於8月2日城慶日正式啟用。
2017年8月27日早，民眾發現，寶成門舊址碑從根部被掰斷、砸落地面碎裂成三塊；次日凌晨，臺北市政府警察局中正第一分局介壽路派出所逮捕一名疑似罹患精神病的蕭姓嫌犯，但寶成門舊址碑並未被文化部文化資產局登錄列管，介壽路派出所僅能以《中華民國刑法》「毀損罪」移送法辦。2018年冬，新碑重立，其上有寶成門模型，碑文如下：

寶成門舊址

臺北府城興建起工於清光緒五年（公元一八七九年）正月，至八年（公元一八八二年）三月告竣，壁、垛合高一丈八尺，寛一丈二尺，周圍總計一千五百零六丈，呈長方形。設五門，東名景福，北曰承恩，西號寶成；南門有二：一稱麗正，俗稱大南門；一稱重熙，俗稱小南門。民國前七年（公元一九零五年），日本當局藉口實施市區改正計畫暨下水道敷設，限期折除城垣，寶成門當其衝，首遭殃及。其它四城門經有識之士奔走挽救，倖獲保全。艋舺紳商以寶成門係彼等捐眥所造，遽蒙浩劫不勝憤惋。名士洪文先有詩記之曰：“人奴骨相漫評論，眼底乾坤尚覆盆；饒有一腔忠憤氣，朝朝來弔寶成門”。門之舊址在碑正前方二十公尺處，雖無殘跡，而其嶒嶸氣象尤宛然在目也。

臺北市文獻委員會　重立

中華民國　一〇七　年　十一　月